# Dawn Penn
Dawn Penn (Kingston, 11 gennaio 1952) è una cantante giamaicana, nota per il singolo del 1994 You don't love me (No, no, no).

## Carriera
Dawn Penn iniziò l'attività musicale all'età di 14 anni. Registra, nel 1966, qualche brano con Prince Buster, che non riscuotono particolare successo. Ma l'anno seguente produce, con Coxsone Dodd per l'etichetta Studio One, il brano rocksteady You don't love me (No, No, No), ispirandosi al blues di Willie Cobbs You dont' love me del 1961, a sua volta derivata dalla canzone She's fine, she's mine di Bo Diddley del 1955. E fu un successo. Per Bunny Lee ha poi registrato Broke my heart.
Nel 1970 abbandona la musica e si trasferisce nelle isole Vergini. Ma nel 1987 rientra in Giamaica, e nel 1992 è invitata dalla Studio One a cantare il brano You don't love me (No, No, No) con Steely & Clevie. Fu un grande successo, tanto da incitarla a registrare un album che, un anno dopo, si piazzò in testa alle classifiche negli USA, in Giamaica e anche in Europa.
Nel 2001 Dawn Penn riceve l'onorificenza Martin Luther King Award per il suo contributo alla divulgazione della musica giamaicana.

## Discografia

### Album
- No, No, No (1994)
- Come Again (1996)

### Singoli
- « You Don't Love Me (No, No, No) » (1967)
- « You Don't Love Me (No, No, No) » (1994)
- « Night & Day (Baby I Love You So) » (1994)
- « Growing Up » / « Be Gone »  (2004)